# Szymon Sarniak
Szymon Sarniak (ur. 9 kwietnia 2008) – polski skoczek narciarski, reprezentant klubu KS Eve-nement Zakopane. Medalista mistrzostw kraju.

## Przebieg kariery
Sarniak zadebiutował w zawodach rangi FIS Cup 26 sierpnia 2023 w Szczyrku, zajmując 70. miejsce. Pierwsze punkty cyklu zdobył 23 sierpnia 2024 we Frenštácie pod Radhoštěm, plasując się na 27. pozycji, a kolejnego dnia zawody ukończył na 29. lokacie. W sezonie 2024/2025 zapunktował jeszcze trzykrotnie (20. miejsce w Kanderstegu, 22. w Notodden i 26. w Falun). 1 lutego 2025 pierwszy raz wystąpił w konkursie Pucharu Kontynentalnego – w Lillehammer zajął 44. pozycję. Następnego dnia w tej samej miejscowości był 41. W PK w tamtym sezonie Sarniak wystartował jeszcze w Kranju –  w pierwszym konkursie uplasował się na 39. pozycji, a w drugim został zdyskwalifikowany.
31 lipca 2025 Sarniak, skacząc w zespole z Kamilem Stochem, zdobył srebrny medal Letnich Mistrzostw Polski 2025 w konkursie duetów, a indywidualne zmagania dzień później ukończył jako jedenasty.

## Puchar Kontynentalny

### Miejsca w poszczególnych konkursachPucharu Kontynentalnego
stan po zakończeniu sezonu 2024/2025
| Źródło                                                                        | Źródło            | Źródło     | Źródło     | Źródło          | Źródło          | Źródło              | Źródło              | Źródło        | Źródło        | Źródło        | Źródło            | Źródło            | Źródło      | Źródło      | Źródło              | Źródło              | Źródło              | Źródło              | Źródło      | Źródło      | Źródło         | Źródło         | Źródło | Źródło | Źródło | Źródło | Źródło | Źródło | Źródło | Źródło | Źródło | Źródło | Źródło | Źródło | Źródło | Źródło | Źródło | Źródło | Źródło | Źródło | Źródło | Źródło | Źródło | Źródło | Źródło | Źródło | Źródło | Źródło | Źródło | Źródło | Źródło | Źródło | Źródło | Źródło | Źródło | Źródło | Źródło | Źródło | Źródło |
| ----------------------------------------------------------------------------- | ----------------- | ---------- | ---------- | --------------- | --------------- | ------------------- | ------------------- | ------------- | ------------- | ------------- | ----------------- | ----------------- | ----------- | ----------- | ------------------- | ------------------- | ------------------- | ------------------- | ----------- | ----------- | -------------- | -------------- | ------ | ------ | ------ | ------ | ------ | ------ | ------ | ------ | ------ | ------ | ------ | ------ | ------ | ------ | ------ | ------ | ------ | ------ | ------ | ------ | ------ | ------ | ------ | ------ | ------ | ------ | ------ | ------ | ------ | ------ | ------ | ------ | ------ | ------ | ------ | ------ | ------ |
| Sezon 2024/2025                                                               |                   |            |            |                 |                 |                     |                     |               |               |               |                   |                   |             |             |                     |                     |                     |                     |             |             |                |                |        |        |        |        |        |        |        |        |        |        |        |        |        |        |        |        |        |        |        |        |        |        |        |        |        |        |        |        |        |        |        |        |        |        |        |        |        |
| Zhangjiakou HS106                                                             | Zhangjiakou HS106 | Ruka HS142 | Ruka HS142 | Engelberg HS140 | Engelberg HS140 | Bischofshofen HS142 | Bischofshofen HS142 | Sapporo HS137 | Sapporo HS137 | Sapporo HS137 | Lillehammer HS140 | Lillehammer HS140 | Kranj HS109 | Kranj HS109 | Iron Mountain HS133 | Iron Mountain HS133 | Iron Mountain HS133 | Iron Mountain HS133 | Lahti HS130 | Lahti HS130 | Zakopane HS140 | Zakopane HS140 | punkty |        |        |        |        |        |        |        |        |        |        |        |        |        |        |        |        |        |        |        |        |        |        |        |        |        |        |        |        |        |        |        |        |        |        |        |        |
| -                                                                             | -                 | -          | -          | -               | -               | -                   | -                   | -             | -             | -             | 44                | 41                | 39          | dq          | -                   | -                   | -                   | -                   | -           | -           | -              | -              | 0      |        |        |        |        |        |        |        |        |        |        |        |        |        |        |        |        |        |        |        |        |        |        |        |        |        |        |        |        |        |        |        |        |        |        |        |        |
| Legenda                                                                       |                   |            |            |                 |                 |                     |                     |               |               |               |                   |                   |             |             |                     |                     |                     |                     |             |             |                |                |        |        |        |        |        |        |        |        |        |        |        |        |        |        |        |        |        |        |        |        |        |        |        |        |        |        |        |        |        |        |        |        |        |        |        |        |        |
| 1 2 3 4-10 11-30 poniżej 30 dq – dyskwalifikacja - – zawodnik nie wystartował |                   |            |            |                 |                 |                     |                     |               |               |               |                   |                   |             |             |                     |                     |                     |                     |             |             |                |                |        |        |        |        |        |        |        |        |        |        |        |        |        |        |        |        |        |        |        |        |        |        |        |        |        |        |        |        |        |        |        |        |        |        |        |        |        |

## FIS Cup
| Sezon     | Miejsce |
| --------- | ------- |
| 2024/2025 | 102.    |

### Miejsca w poszczególnych konkursachFIS Cupu
stan po zakończeniu sezonu 2024/2025
| Źródło                                                                        | Źródło             | Źródło           | Źródło           | Źródło        | Źródło        | Źródło      | Źródło      | Źródło           | Źródło           | Źródło           | Źródło           | Źródło      | Źródło      | Źródło        | Źródło           | Źródło        | Źródło        | Źródło         | Źródło         | Źródło        | Źródło        | Źródło         | Źródło         | Źródło        | Źródło        | Źródło         | Źródło         | Źródło | Źródło | Źródło | Źródło | Źródło | Źródło | Źródło | Źródło | Źródło | Źródło | Źródło | Źródło |
| ----------------------------------------------------------------------------- | ------------------ | ---------------- | ---------------- | ------------- | ------------- | ----------- | ----------- | ---------------- | ---------------- | ---------------- | ---------------- | ----------- | ----------- | ------------- | ---------------- | ------------- | ------------- | -------------- | -------------- | ------------- | ------------- | -------------- | -------------- | ------------- | ------------- | -------------- | -------------- | ------ | ------ | ------ | ------ | ------ | ------ | ------ | ------ | ------ | ------ | ------ | ------ |
| Sezon 2023/2024                                                               |                    |                  |                  |               |               |             |             |                  |                  |                  |                  |             |             |               |                  |               |               |                |                |               |               |                |                |               |               |                |                |        |        |        |        |        |        |        |        |        |        |        |        |
| Szczyrk HS104                                                                 | Szczyrk HS104      | Einsiedeln HS117 | Einsiedeln HS117 | Villach HS98  | Villach HS98  | Râșnov HS97 | Râșnov HS97 | Kandersteg HS106 | Kandersteg HS106 | Notodden HS98    | Notodden HS98    | Falun HS100 | Falun HS100 | Szczyrk HS104 | Szczyrk HS104    | Oberhof HS100 | Oberhof HS100 | Zakopane HS140 | Zakopane HS140 | punkty        | punkty        | punkty         | punkty         | punkty        | punkty        | punkty         | punkty         | punkty | punkty | punkty | punkty | punkty | punkty | punkty | punkty | punkty | punkty | punkty |        |
| 70                                                                            | -                  | -                | -                | -             | -             | -           | -           | -                | -                | -                | -                | -           | -           | 61            | 59               | -             | -             | -              | -              | 0             | 0             | 0              | 0              | 0             | 0             | 0              | 0              | 0      | 0      | 0      | 0      | 0      | 0      | 0      | 0      | 0      | 0      | 0      |        |
| Sezon 2024/2025                                                               |                    |                  |                  |               |               |             |             |                  |                  |                  |                  |             |             |               |                  |               |               |                |                |               |               |                |                |               |               |                |                |        |        |        |        |        |        |        |        |        |        |        |        |
| Hinterzarten HS109                                                            | Hinterzarten HS109 | Frenštát HS106   | Frenštát HS106   | Szczyrk HS104 | Szczyrk HS104 | Kranj HS109 | Kranj HS109 | Villach HS98     | Villach HS98     | Einsiedeln HS117 | Einsiedeln HS117 | Otepää HS97 | Otepää HS97 | Otepää HS97   | Kandersteg HS106 | Notodden HS98 | Notodden HS98 | Falun HS100    | Falun HS100    | Szczyrk HS104 | Szczyrk HS104 | Eisenerz HS109 | Eisenerz HS109 | Oberhof HS100 | Oberhof HS100 | Zakopane HS140 | Zakopane HS140 | punkty |        |        |        |        |        |        |        |        |        |        |        |
| -                                                                             | -                  | 27               | 29               | -             | 42            | 48          | 35          | -                | -                | -                | -                | -           | -           | -             | 20               | 42            | 22            | 26             | dq             | -             | -             | -              | -              | -             | -             | -              | -              | 31     |        |        |        |        |        |        |        |        |        |        |        |
| Legenda                                                                       |                    |                  |                  |               |               |             |             |                  |                  |                  |                  |             |             |               |                  |               |               |                |                |               |               |                |                |               |               |                |                |        |        |        |        |        |        |        |        |        |        |        |        |
| 1 2 3 4-10 11-30 poniżej 30 dq – dyskwalifikacja - − zawodnik nie wystartował |                    |                  |                  |               |               |             |             |                  |                  |                  |                  |             |             |               |                  |               |               |                |                |               |               |                |                |               |               |                |                |        |        |        |        |        |        |        |        |        |        |        |        |